# Loi de Scheimpflug
La loi de Scheimpflug, du nom de Theodor Scheimpflug, est une loi optique concernant la photographie qui s'énonce ainsi :
- Lorsque le plan de l'image et le plan de l'objectif sont parallèles, le plan de netteté leur est parallèle.

- Lorsque les plans image et objectif ne sont pas parallèles, le plan de netteté passe par l'intersection de ces deux plans[1]. (sur le schéma ci-dessous les plans étant représentés par des droites, l'intersection des 3 plans se trouve en X, qui est aussi une droite.)

## Facteur de prolongation
Formule générale pour le facteur de prolongation fdp :
{\displaystyle fdp=\left({\frac {\alpha }{\beta }}\right)^{2}}
- Alpha : mesure en centimètres entre le centre du plan-film et le centre de l'objectif (dans le dessin ci-dessus, entre « p » et « o »).
- Beta : la focale de l'objectif en centimètres.

Formule pour calculer facteur de prolongation en prenant comme exemple un objectif de 150 mm (beta = 15 cm) et un tirage mesuré de 45 cm  :
{\displaystyle \left({\frac {45cm}{15cm}}\right)^{2}=9}
Ce qui signifie qu'il faut multiplier le temps de pose par 9.
Pour calculer le nombre de pas de diaphragme correspondant qu'il faut ouvrir pour compenser la perte de lumière due à l'augmentation du tirage (tout à fait indépendant de la loi de Scheimpflug puisque ce facteur s'applique dans tous les cas où la distance de prise de vue est approximativement inférieure à 10× la focale, ce qui n'est pas le cas en photographie aérienne -sujet traitée par Theodor Scheimpflug- et même lorsque les plans p, o et s sont parallèles) il faut convertir ce facteur en pas de diaphragmes en divisant le logarithme décimal du facteur de prolongation par le logarithme décimal de 2:
{\displaystyle Pas\ de\ diaphragmes={\frac {log(fdp)}{log(2)}}}
Ce qui donne dans le cas d'espèce:
{\displaystyle {\frac {log(9)}{log(2)}}=3,17}
Il faut donc ouvrir le diaphragme de 3 crans et 1/6ème environ.
Si on mesure un diaphragme de ƒ/32, il faut donc exposer à ƒ/8{\textstyle {\frac {5}{6}}} pour compenser la perte de lumière au niveau du tirage. 
(32 > 22 : 1 diaphragme (x2 lumière))
(22 > 16 : 2 diaphragmes (x4 lumière))
(16 > 11 : 3 diaphragmes (x8 lumière))
(11 > 8 5/6 : env. 1/6 de diaphragmes (x9 lumière))
N.B.: Dans le cas d'une bascule conséquente des corps d'une caméra, si la différence de distance entre l'objectif et le haut de l'image et l'objectif et le bas de l'image est importante, il s'ensuit un vignettage naturel (assombrissement en direction de la partie la plus éloignée de l'objectif) qui ne peut être compensé par un simple facteur de prolongation (car cela  provoquerait une sur-exposition dans la partie la plus proche de l'objectif).